# کژمیته
کژمیته (به لهستانی:  Krzemity) یک روستا در لهستان است که در گمینا کورشه واقع شده‌است. کژمیته  ۴۰ نفر جمعیت دارد.